# Iștar

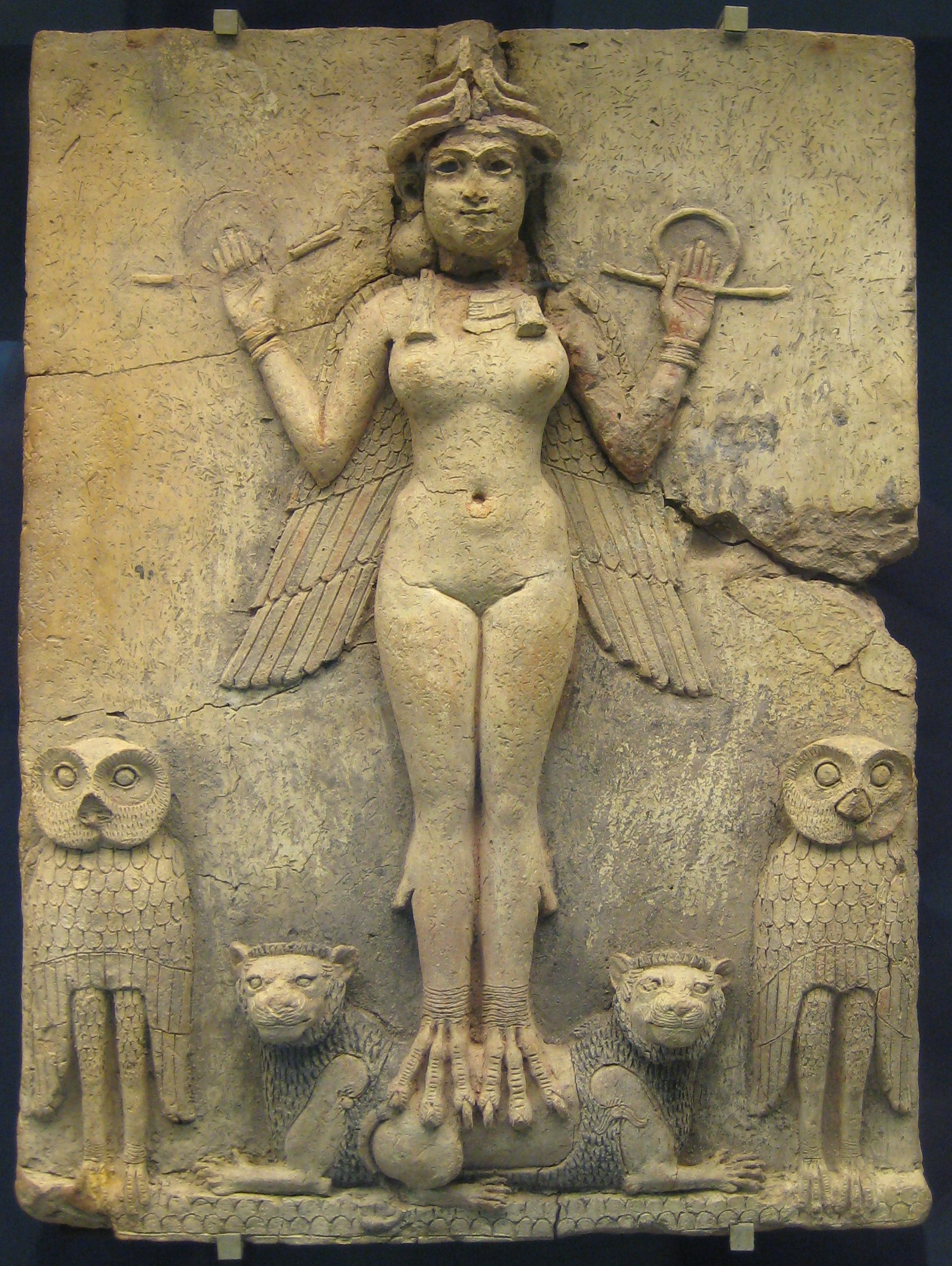

Iștar (transliterare cu alfabetul latin: DIŠTAR; Akkadiană:  ; Sumeriană 𒀭𒌋𒁯; pronunție fonologică: /ˈɪʃtɑːr/) este zeița asiro-babiloniană a dragostei, a războiului și fertilității,  regina cerurilor, era o zeiță blândă și puternică, milostivă în fața durerii, care desfăcea de efectele vrăjilor, vindeca boli, aducea iertarea de vină și păcate, fiind a treia în trinitatea celebră: Sin (Luna), Shamash (Soarele), Iștar (Venus). Este echivalentul zeiței sumeriene Inanna.

## Caracteristici

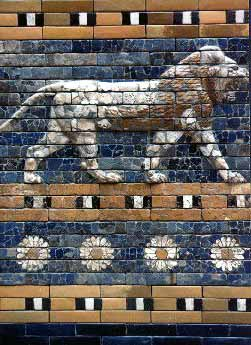
Detaliu din Poarta lui Iștar

Iștar era mai presus de toate asociată cu sexualitatea: cultul ei religios implica prostituția, care era considerată sacră; orașul ei sfânt, Erech era numit „orașul curtezanelor sacre”; ea însăși era „curtezana zeilor.” Iștar avea mulți iubiți; însă precum Guirand notase, 
„plecați-vă în fața celui onorat de Iștar! Zeița se purta cu cruzime față de iubiții ei, iar aleșii plăteau scump pentru favorurile făcute. Animalele, robite de dragoste, își pierdeau vigoarea nativă: cădeau în capcane întinse de om sau erau domesticite. Chiar și pentru zei, dragostea zeiței Iștar era fatală. În tinerețe, zeița îl iubise pe Tammuz, zeul grânelor, - conform lui Ghilgameș - această dragoste ducând la moartea lui Tammuz.”—Guirand
Iștar era fiica lui Sin sau a lui Anu. Era slăvită în particular în Ninive (Nineveh) și Arbela (Ebril).

## Coborârea în lumea cealaltă
Unul din cele mai faimoase mituri, despre Iștar se referă la coborârea ei în lumea subterană. În acest mit, Iștar se apropie de porțile lumii subterane și îi poruncește paznicului să le deschidă:
De nu deschizi aceste porți pentru a mă lăsa să intru,
Voi sparge ușa, voi forța încuietoarea,
Voi fărâma stâlpii ușilor, voi forța ușile.
Voi trezi morții să mănânce vii.
Iar morții îi vor depăși numeric pe cei vii.
Portarul s-a grăbit să-i spună lui Ereshkigal, Regina Lumii Subterane. Ereshkigal i-a zis acestuia s-o lase pe Iștar să intre, dar „să respecte înțelegerea antică.”
Portarul a lăsat-o pe Iștar în subteran, deschizând câte o poartă pe rând. La fiecare poartă, Iștar trebuia să lepede un obiect de vestimentație. Când a trecut de a șaptea poartă, era goală. Din cauza furiei, Iștar s-a aruncat asupra lui Ereshkigal, dar Ereshkigal i-a ordonat servitorului ei, Namtar, s-o întemnițeze pe Iștar și să elibereze 60 de boli asupra ei.
După ce Iștar a coborât în subteran, toată activitatea sexuală a încetat pe pământ. Zeul Papsukal i-a raportat situația lui Ea, regela zeilor. Ea creează un eunuc numit Asu-shu-namir, și-l trimite la Ereshkigal, zicându-i să invoce „în numele marilor zei” contra ei și să-i ceară apă vieții. Ereshkigal este înfuriată când află cererea lui Asu-shu-namir, dar nu are de ales, și-i dă apa. Asu-shu-namir o stropește pe Iștar cu această apă, reînviind-o. Atunci Iștar trece înapoi prin cele șapte porți, primind înapoi câte un obiect de îmbrăcăminte la fiecare poartă, fiind îmbrăcată complet când iese pe ultima poartă.

## În cultura populară occidentală
- Corabia zeiței Ishtar (în engleză The Ship of Ishtar), un roman SF&F din 1924 scris de Abraham Merritt